# Danh sách người giữ danh hiệu chuyên nghiệp Shogi Nhật Bản
Sau đây là danh sách những người giữ danh hiệu chuyên nghiệp shogi Nhật Bản từ khi thiết lập hệ thống Danh Nhân Chiến vào năm 1937 (Chiêu Hòa 12) đến hiện tại. Thời gian giữ danh hiệu được tính đến khi kết thúc loạt trận tranh ngôi kỳ kế tiếp.

## Tóm tắt
| - Tên các kỳ thủ giành từ 3 kỳ danh hiệu trở lên được tô màu. - VT - Đủ điều kiện đạt danh dự Vĩnh thế (tính cả trước khi thiết lập danh dự Vĩnh thế) - Đ - Danh hiệu đầu tiên của một cá nhân - C - Danh hiệu cuối cùng của một cá nhân (chỉ áp dụng cho kỳ thủ đã ngừng hoạt động) - ↑ - Không tổ chức (Xem cột Ghi chú) - (Tên trong ngoặc đơn) - Người chiến thắng giải không danh hiệu | - Tên các kỳ thủ giành từ 3 kỳ danh hiệu trở lên được tô màu. - VT - Đủ điều kiện đạt danh dự Vĩnh thế (tính cả trước khi thiết lập danh dự Vĩnh thế) - Đ - Danh hiệu đầu tiên của một cá nhân - C - Danh hiệu cuối cùng của một cá nhân (chỉ áp dụng cho kỳ thủ đã ngừng hoạt động) - ↑ - Không tổ chức (Xem cột Ghi chú) - (Tên trong ngoặc đơn) - Người chiến thắng giải không danh hiệu |  | Cột Ghi chú - NTN - Kỷ lục nhỏ tuổi nhất - LTN - Kỷ lục lớn tuổi nhất - Đ - Lần đầu tiên trong lịch sử | Cột Ghi chú - NTN - Kỷ lục nhỏ tuổi nhất - LTN - Kỷ lục lớn tuổi nhất - Đ - Lần đầu tiên trong lịch sử |

### Từ mùa giải 2015 (thành lập Duệ Vương Chiến) đến nay
| Mùa giải                    | Danh Nhân Chiến Tháng 4-6 | Duệ Vương Chiến Tháng 4-6  | Kỳ Thánh Chiến Tháng 6-7 | Vương Vị Chiến Tháng 7-9 | Vương Tọa Chiến Tháng 9-10          | Long Vương Chiến Tháng 10-12      | Vương Tướng Chiến Tháng 1-3 năm sau | Kỳ Vương Chiến Tháng 2-3 năm sau | Ghi chú |
| Mùa giải                    | Danh Nhân                 | Duệ Vương                  | Kỳ Thánh                 | Vương Vị                 | Vương Tọa                           | Long Vương                        | Vương Tướng                         | Kỳ Vương                         | Ghi chú |
| 2024 (Lệnh Hoà 6)           | Kỳ 82 Fujii Sōta          | Kỳ 9 Itō TakumiĐ           | Kỳ 95 Fujii SōtaVT       | Kỳ 65 Fujii SōtaVT       | Kỳ 72 Fujii Sōta hoặc Nagase Takuya | Kỳ 37 Fujii Sōta hoặc Sasaki Yūki |                                     |                                  | Fujii: - lần đầu mất danh hiệu/mất Bát quán (Duệ Vương Chiến) - Vĩnh thế Kỳ ThánhNTN (danh hiệu Vĩnh thế đầu tiên); Vĩnh thế Vương VịNTN |
| 2023 (Lệnh Hòa 5)           | Fujii Sōta                | Fujii Sōta                 | Fujii Sōta               | Fujii Sōta               | Fujii Sōta                          | Fujii Sōta                        | Kỳ 73 Fujii Sōta                    | Kỳ 49 Fujii Sōta                 | Fujii Thất quánNTN/Độc chiếm Bát quánĐ/Long Vương - Danh NhânNTN(người thứ 5) Watanabe không danh hiệu sau 19 năm                        |
| 2022 (Lệnh Hòa 4)           | Watanabe Akira            | Fujii Sōta                 | Fujii Sōta               | Fujii Sōta               | Nagase Takuya                       | Fujii Sōta                        | Fujii Sōta                          | Fujii Sōta                       | Tanigawa nhận danh hiệu Thập thất thế Danh Nhân Fujii Lục quánNTN                                                                        |
| 2021 (Lệnh Hòa 3)           | Watanabe Akira            | Fujii Sōta                 | Fujii Sōta               | Fujii Sōta               | Nagase Takuya                       | Fujii Sōta                        | Fujii Sōta                          | Watanabe Akira                   | Fujii phòng thủ danh hiệuNTN/Tam quánNTN/Tứ quánNTN/Ngũ quánNTN                                                                          |
| 2020 (Lệnh Hòa 2)           | Watanabe Akira            | Toyoshima Masayuki         | Fujii SōtaĐ              | Fujii Sōta               | Nagase Takuya                       | Toyoshima Masayuki                | Watanabe Akira                      | Watanabe Akira                   | Hoãn tổ chức Danh Nhân Chiến và Duệ Vương Chiến (đến tháng 6) Fujii lần đầu giành danh hiệuNTN(17t 11th)/Nhị quánNTN                     |
| 2019 (Lệnh Hòa nguyên niên) | Toyoshima Masayuki        | Nagase TakuyaĐ             | Watanabe Akira           | Kimura KazukiĐ           | Nagase Takuya                       | Toyoshima Masayuki                | Watanabe Akira                      | Watanabe Akira                   | Kimura lần đầu giành danh hiệuLTN(46t) Toyoshima Long Vương - Danh Nhân (người thứ 4)                                                    |
| 2018 (Bình Thành 30)        | Satō Amahiko              | Kỳ 3 Takami TaichiĐ        | Toyoshima MasayukiĐ      | Toyoshima Masayuki       | Saitō ShintarōĐ                     | Hirose Akihito                    | Watanabe Akira                      | Watanabe Akira                   | Duệ Vương nâng lên thành giải danh hiệu 8 kỳ thủ khác nhau giữ 8 danh hiệu Habu không danh hiệu sau 27 năm 9 tháng                       |
| 2017 (Bình Thành 29)        | Satō Amahiko              | －                         | Habu Yoshiharu           | Sugai TatsuyaĐ           | Nakamura TaichiĐ                    | Habu YoshiharuVT                  | Kubo Toshiaki                       | Watanabe Akira                   | Habu đạt tổng 99 danh hiệu/Vĩnh thế Thất quánĐ                                                                                           |
| 2016 (Bình Thành 28)        | Satō AmahikoĐ             | (Kỳ 2) (Satō Amahiko)      | Habu Yoshiharu           | Habu Yoshiharu           | Habu Yoshiharu                      | Watanabe Akira                    | Kubo Toshiaki                       | Watanabe AkiraVT                 | Vụ bê bối Khiêu chiến giả Long Vương kỳ 29                                                                                               |
| 2015 (Bình Thành 27)        | Kỳ 73 Habu Yoshiharu      | (Kỳ 1) (Yamasaki Takayuki) | Kỳ 86 Habu Yoshiharu     | Kỳ 56 Habu Yoshiharu     | Kỳ 63 Habu Yoshiharu                | Kỳ 28 Watanabe Akira              | Kỳ 65 Gōda Masataka                 | Kỳ 41 Watanabe Akira             | Thành lập Duệ Vương Chiến (giải không danh hiệu)                                                                                         |
| Mùa giải                    | Danh Nhân                 | Duệ Vương                  | Kỳ Thánh                 | Vương Vị                 | Vương Tọa                           | Long Vương                        | Vương Tướng                         | Kỳ Vương                         | Ghi chú |
| Mùa giải                    | Danh Nhân Chiến Tháng 4-6 | Duệ Vương Chiến Tháng 4-6  | Kỳ Thánh Chiến Tháng 6-7 | Vương Vị Chiến Tháng 7-9 | Vương Tọa Chiến Tháng 9-10          | Long Vương Chiến Tháng 10-12      | Vương Tướng Chiến Tháng 1-3 năm sau | Kỳ Vương Chiến Tháng 2-3 năm sau | Ghi chú |

### Từ mùa giải 1988 (thành lập Long Vương Chiến) đến mùa giải 2014
| Mùa giải                      | Danh Nhân Chiến Tháng 4-6 | Kỳ Thánh Chiến Tháng 6-7            | Vương Vị Chiến Tháng 7-9 | Vương Tọa Chiến Tháng 9-10 | Long Vương Chiến Tháng 10-12 | Vương Tướng Chiến Tháng 1-3 năm sau | Kỳ Vương Chiến Tháng 2-3 năm sau | Ghi chú |
| Mùa giải                      | Danh Nhân                 | Kỳ Thánh                            | Vương Vị                 | Vương Tọa                  | Long Vương                   | Vương Tướng                         | Kỳ Vương                         | Ghi chú |
| 2014 (Bình Thành 26)          | Kỳ 72 Habu Yoshiharu      | Kỳ 85 Habu Yoshiharu                | Kỳ 55 Habu Yoshiharu     | Kỳ 62 Habu Yoshiharu       | Kỳ 27 Itodani TetsurōĐ       | Kỳ 64 Gōda Masataka                 | Kỳ 40 Watanabe Akira             | |
| 2013 (Bình Thành 25)          | Moriuchi Toshiyuki        | Habu Yoshiharu                      | Habu Yoshiharu           | Habu Yoshiharu             | Moriuchi Toshiyuki           | Watanabe Akira                      | Watanabe Akira                   | Habu giữ danh hiệu Vương Tọa 21 kỳ (kỷ lục số lần 1 danh hiệu) Moriuchi Long Vương - Danh Nhân (người thứ 3) |
| 2012 (Bình Thành 24)          | Moriuchi Toshiyuki        | Habu Yoshiharu                      | Habu Yoshiharu           | Habu Yoshiharu             | Watanabe Akira               | Watanabe Akira                      | Watanabe Akira                   | |
| 2011 (Bình Thành 23)          | Moriuchi Toshiyuki        | Habu Yoshiharu                      | Habu Yoshiharu           | Watanabe Akira             | Watanabe Akira               | Satō Yasumitsu                      | Gōda Masataka                    | |
| 2010 (Bình Thành 22)          | Habu Yoshiharu            | Habu Yoshiharu                      | Hirose AkihitoĐ          | Habu Yoshiharu             | Watanabe Akira               | Kubo Toshiaki                       | Kubo Toshiaki                    | Habu giữ danh hiệu Vương Tọa 19 kỳ liên tiếp (kỷ lục số lần liên tiếp giữ 1 danh hiệu)                       |
| 2009 (Bình Thành 21)          | Habu Yoshiharu            | Habu Yoshiharu                      | Fukaura Kōichi           | Habu Yoshiharu             | Watanabe Akira               | Kubo Toshiaki                       | Kubo Toshiaki                    | |
| 2008 (Bình Thành 20)          | Habu YoshiharuVT          | Habu Yoshiharu                      | Fukaura Kōichi           | Habu Yoshiharu             | Watanabe AkiraVT             | Habu Yoshiharu                      | Kubo ToshiakiĐ                   | Nakahara nhận danh hiệu Vĩnh thế Vương Vị và Vĩnh thế Kỳ Thánh                                               |
| 2007 (Bình Thành 19)          | Moriuchi ToshiyukiVT      | Satō Yasumitsu                      | Fukaura KōichiĐ          | Habu Yoshiharu             | Watanabe Akira               | Habu Yoshiharu                      | Satō Yasumitsu                   | Nakahara nhận danh hiệu Thập lục thế Danh Nhân và Danh dự Vương Tọa                                          |
| 2006 (Bình Thành 18)          | Moriuchi Toshiyuki        | Satō YasumitsuVT                    | Habu Yoshiharu           | Habu Yoshiharu             | Watanabe Akira               | Habu YoshiharuVT                    | Satō Yasumitsu                   | |
| 2005 (Bình Thành 17)          | Moriuchi Toshiyuki        | Satō Yasumitsu                      | Habu Yoshiharu           | Habu Yoshiharu             | Watanabe Akira               | Habu Yoshiharu                      | Moriuchi Toshiyuki               | |
| 2004 (Bình Thành 16)          | Moriuchi Toshiyuki        | Satō Yasumitsu                      | Habu Yoshiharu           | Habu Yoshiharu             | Watanabe AkiraĐ              | Habu Yoshiharu                      | Habu Yoshiharu                   | |
| 2003 (Bình Thành 15)          | Habu Yoshiharu            | Satō Yasumitsu                      | Tanigawa Kōji            | Habu Yoshiharu             | Moriuchi Toshiyuki           | Moriuchi Toshiyuki                  | Tanigawa Kōji                    | |
| 2002 (Bình Thành 14)          | Moriuchi ToshiyukiĐ       | Satō Yasumitsu                      | Tanigawa Kōji            | Habu Yoshiharu             | Habu Yoshiharu               | Habu Yoshiharu                      | Maruyama Tadahisa                | |
| 2001 (Bình Thành 13)          | Maruyama Tadahisa         | Gōda Masataka                       | Habu Yoshiharu           | Habu Yoshiharu             | Habu Yoshiharu               | Satō Yasumitsu                      | Habu Yoshiharu                   | |
| 2000 (Bình Thành 12)          | Maruyama TadahisaĐ        | Habu Yoshiharu                      | Habu Yoshiharu           | Habu Yoshiharu             | Fujii Takeshi                | Habu Yoshiharu                      | Habu Yoshiharu                   | |
| 1999 (Bình Thành 11)          | Satō Yasumitsu            | Tanigawa Kōji                       | Habu Yoshiharu           | Habu Yoshiharu             | Fujii Takeshi                | Habu Yoshiharu                      | Habu Yoshiharu                   | |
| 1998 (Bình Thành 10)          | Satō Yasumitsu            | Gōda Masataka                       | Habu Yoshiharu           | Habu Yoshiharu             | Fujii TakeshiĐ               | Habu Yoshiharu                      | Habu Yoshiharu                   | Yonenaga nhận danh hiệu Vĩnh thế Kỳ Thánh                                                                    |
| 1997 (Bình Thành 9)           | Tanigawa KōjiVT           | Yashiki Nobuyuki                    | Habu YoshiharuVT         | Habu Yoshiharu             | Tanigawa Kōji                | Habu Yoshiharu                      | Habu Yoshiharu                   | Tanigawa Long Vương - Danh Nhân (người thứ 2)                                                                |
| 1996 (Bình Thành 8)           | Habu Yoshiharu            | Miura HiroyukiĐ                     | Habu Yoshiharu           | Habu YoshiharuVT           | Tanigawa Kōji                | Habu Yoshiharu                      | Habu Yoshiharu                   | Habu mất Thất quán (Kỳ Thánh Chiến)                                                                          |
| 1995 (Bình Thành 7)           | Habu Yoshiharu            | Habu YoshiharuVT                    | Habu Yoshiharu           | Habu Yoshiharu             | Habu Yoshiharu               | Habu Yoshiharu                      | Habu Yoshiharu                   | Habu độc chiếm Thất quánĐ Kỳ Thánh Chiến đổi thành tổ chức mỗi năm 1 lần                                     |
| 1994 (Bình Thành 6)           | Habu Yoshiharu            | Habu Yoshiharu                      | Habu Yoshiharu           | Habu Yoshiharu             | Habu Yoshiharu               | Tanigawa Kōji                       | Habu YoshiharuVT                 | Habu Lục quánĐ/Long Vương - Danh NhânĐ Nakahara nhận danh hiệu Vĩnh thế Thập Đẳng                            |
| 1994 (Bình Thành 6)           | Habu Yoshiharu            | Habu Yoshiharu                      | Habu Yoshiharu           | Habu Yoshiharu             | Habu Yoshiharu               | Tanigawa Kōji                       | Habu YoshiharuVT                 | Habu Lục quánĐ/Long Vương - Danh NhânĐ Nakahara nhận danh hiệu Vĩnh thế Thập Đẳng                            |
| 1993 (Bình Thành 5)           | Yonenaga KunioC           | Habu Yoshiharu                      | Habu Yoshiharu           | Habu Yoshiharu             | Satō YasumitsuĐ              | Tanigawa Kōji                       | Habu Yoshiharu                   | |
| 1993 (Bình Thành 5)           | Yonenaga KunioC           | Habu Yoshiharu                      | Habu Yoshiharu           | Habu Yoshiharu             | Satō YasumitsuĐ              | Tanigawa Kōji                       | Habu Yoshiharu                   | |
| 1992 (Bình Thành 4)           | Nakahara MakotoC          | Tanigawa Kōji                       | Gōda MasatakaĐ           | Habu Yoshiharu             | Habu Yoshiharu               | Tanigawa Kōji                       | Habu Yoshiharu                   | Gōda trở thành người giữ danh hiệu có đẳng cấp thấp nhất lịch sử (Tứ đẳng)                                   |
| 1992 (Bình Thành 4)           | Nakahara MakotoC          | Tanigawa Kōji                       | Gōda MasatakaĐ           | Habu Yoshiharu             | Habu Yoshiharu               | Tanigawa Kōji                       | Habu Yoshiharu                   | Gōda trở thành người giữ danh hiệu có đẳng cấp thấp nhất lịch sử (Tứ đẳng)                                   |
| 1991 (Bình Thành 3)           | Nakahara Makoto           | Tanigawa Kōji                       | Tanigawa Kōji            | Fukusaki Bungo             | Tanigawa Kōji                | Tanigawa Kōji                       | Habu Yoshiharu                   | |
| 1991 (Bình Thành 3)           | Nakahara Makoto           | Minami Yoshikazu                    | Tanigawa Kōji            | Fukusaki Bungo             | Tanigawa Kōji                | Tanigawa Kōji                       | Habu Yoshiharu                   | |
| 1990 (Bình Thành 2)           | Nakahara Makoto           | Yashiki Nobuyuki                    | Tanigawa Kōji            | Tanigawa Kōji              | Tanigawa Kōji                | Minami Yoshikazu                    | Habu Yoshiharu                   | |
| 1990 (Bình Thành 2)           | Nakahara Makoto           | Yashiki NobuyukiĐ                   | Tanigawa Kōji            | Tanigawa Kōji              | Tanigawa Kōji                | Minami Yoshikazu                    | Habu Yoshiharu                   | |
| 1989 (Bình Thành nguyên niên) | Tanigawa Kōji             | Nakahara Makoto                     | Tanigawa Kōji            | Nakahara Makoto            | Habu YoshiharuĐ              | Yonenaga Kunio                      | Minami Yoshikazu                 | |
| 1989 (Bình Thành nguyên niên) | Tanigawa Kōji             | Nakahara Makoto                     | Tanigawa Kōji            | Nakahara Makoto            | Habu YoshiharuĐ              | Yonenaga Kunio                      | Minami Yoshikazu                 | |
| 1988 (Chiêu Hòa 63)           | Kỳ 46 Tanigawa Kōji       | Nakahara Makoto                     | Kỳ 29 Mori KeijiC        | Kỳ 36 Nakahara Makoto      | Kỳ 1 Shima AkiraĐ            | Kỳ 38 Minami Yoshikazu              | Kỳ 14 Minami Yoshikazu           | Thập Đẳng Chiến đổi thành Long Vương Chiến                                                                   |
| 1988 (Chiêu Hòa 63)           | Kỳ 46 Tanigawa Kōji       | Kỳ 52 Tanaka Torahiko ĐC            | Kỳ 29 Mori KeijiC        | Kỳ 36 Nakahara Makoto      | Kỳ 1 Shima AkiraĐ            | Kỳ 38 Minami Yoshikazu              | Kỳ 14 Minami Yoshikazu           | Thập Đẳng Chiến đổi thành Long Vương Chiến                                                                   |
| Mùa giải                      | Danh Nhân                 | Kỳ Thánh                            | Vương Vị                 | Vương Tọa                  | Long Vương                   | Vương Tướng                         | Kỳ Vương                         | Ghi chú |
| Mùa giải                      | Danh Nhân Chiến Tháng 4-6 | Kỳ Thánh Chiến Tháng 12-2 Tháng 6-7 | Vương Vị Chiến Tháng 7-9 | Vương Tọa Chiến Tháng 9-10 | Long Vương Chiến Tháng 10-12 | Vương Tướng Chiến Tháng 1-3 năm sau | Kỳ Vương Chiến Tháng 2-3 năm sau | Ghi chú |

### Từ mùa giải 1962 đến mùa giải 1987 (thành lập Thập Đẳng - Kỳ Thánh - Kỳ Vương Chiến)
| Mùa giải            | Danh Nhân Chiến Tháng 4-6 | Kỳ Thánh Chiến Tháng 12-2 Tháng 6-7 | Vương Vị Chiến Tháng 7-9 | Vương Tọa Chiến Tháng 9-10 | Thập Đẳng Chiến Tháng 10-12 | Vương Tướng Chiến Tháng 1-3 năm sau | Kỳ Vương Chiến Tháng 2-3 năm sau | Ghi chú                                                                                     |
| Mùa giải            | Danh Nhân                 | Kỳ Thánh                            | Vương Vị                 | Vương Tọa                  | Thập Đẳng                   | Vương Tướng                         | Kỳ Vương                         | Ghi chú                                                                                     |
| 1987 (Chiêu Hòa 62) | Kỳ 45 Nakahara Makoto     | Kỳ 51 Minami YoshikazuĐ             | Kỳ 28 Tanigawa Kōji      | Kỳ 35 Tsukada YasuakiĐ     | Kỳ 26 Takahashi Michio      | Kỳ 37 Minami Yoshikazu              | Kỳ 13 Tanigawa Kōji              | 7 người giữ 7 danh hiệu khác nhau (tại thời điểm kết thúc Vương Tọa Chiến)                  |
| 1987 (Chiêu Hòa 62) | Kỳ 45 Nakahara Makoto     | Kiriyama KiyozumiC                  | Kỳ 28 Tanigawa Kōji      | Kỳ 35 Tsukada YasuakiĐ     | Kỳ 26 Takahashi Michio      | Kỳ 37 Minami Yoshikazu              | Kỳ 13 Tanigawa Kōji              | 7 người giữ 7 danh hiệu khác nhau (tại thời điểm kết thúc Vương Tọa Chiến)                  |
| 1986 (Chiêu Hòa 61) | Nakahara Makoto           | Kiriyama Kiyozumi                   | Takahashi Michio         | Nakahara Makoto            | Fukusaki BungoĐ             | Nakamura Osamu                      | Takahashi Michio                 |                                                                                             |
| 1986 (Chiêu Hòa 61) | Nakahara Makoto           | Kiriyama Kiyozumi                   | Takahashi Michio         | Nakahara Makoto            | Fukusaki BungoĐ             | Nakamura Osamu                      | Takahashi Michio                 |                                                                                             |
| 1985 (Chiêu Hòa 60) | Nakahara Makoto           | Yonenaga Kunio                      | Takahashi Michio         | Nakahara Makoto            | Yonenaga Kunio              | Nakamura OsamuĐ                     | Tanigawa Kōji                    |                                                                                             |
| 1985 (Chiêu Hòa 60) | Nakahara Makoto           | Yonenaga Kunio                      | Takahashi Michio         | Nakahara Makoto            | Yonenaga Kunio              | Nakamura OsamuĐ                     | Tanigawa Kōji                    |                                                                                             |
| 1984 (Chiêu Hòa 59) | Tanigawa Kōji             | Yonenaga KunioVT                    | Katō HifumiC             | Nakahara Makoto            | Yonenaga Kunio              | Nakahara Makoto                     | Kiriyama KiyozumiĐ               |                                                                                             |
| 1984 (Chiêu Hòa 59) | Tanigawa Kōji             | Yonenaga Kunio                      | Katō HifumiC             | Nakahara Makoto            | Yonenaga Kunio              | Nakahara Makoto                     | Kiriyama KiyozumiĐ               |                                                                                             |
| 1983 (Chiêu Hòa 58) | Tanigawa KōjiĐ            | Yonenaga Kunio                      | Takahashi MichioĐ        | Kỳ 31 Nakahara Makoto      | Nakahara Makoto             | Yonenaga Kunio                      | Yonenaga Kunio                   | Vương Tọa Chiến trở thành giải danh hiệu                                                    |
| 1983 (Chiêu Hòa 58) | Tanigawa KōjiĐ            | Moriyasu Hidemitsu ĐC               | Takahashi MichioĐ        | Kỳ 31 Nakahara Makoto      | Nakahara Makoto             | Yonenaga Kunio                      | Yonenaga Kunio                   | Vương Tọa Chiến trở thành giải danh hiệu                                                    |
| 1982 (Chiêu Hòa 57) | Katō Hifumi               | Nakahara Makoto                     | Naitō KunioC             | (Lần thứ 30) (Naitō Kunio) | Nakahara MakotoVT           | Yonenaga Kunio                      | Yonenaga Kunio                   | 6 người giữ 6 danh hiệu khác nhau (tại thời điểm kết thúc Thập Đẳng Chiến)                  |
| 1982 (Chiêu Hòa 57) | Katō Hifumi               | Mori KeijiĐ                         | Naitō KunioC             | (Lần thứ 30) (Naitō Kunio) | Nakahara MakotoVT           | Yonenaga Kunio                      | Yonenaga Kunio                   | 6 người giữ 6 danh hiệu khác nhau (tại thời điểm kết thúc Thập Đẳng Chiến)                  |
| 1981 (Chiêu Hòa 56) | Nakahara Makoto           | Futakami TatsuyaVT                  | Nakahara Makoto          | (Ōyama Yasuharu)           | Katō Hifumi                 | Ōyama YasuharuC                     | Yonenaga Kunio                   | Ōyama giành danh hiệuLTN(59 tuổi)                                                           |
| 1981 (Chiêu Hòa 56) | Nakahara Makoto           | Futakami Tatsuya                    | Nakahara Makoto          | (Ōyama Yasuharu)           | Katō Hifumi                 | Ōyama YasuharuC                     | Yonenaga Kunio                   | Ōyama giành danh hiệuLTN(59 tuổi)                                                           |
| 1980 (Chiêu Hòa 55) | Nakahara Makoto           | Futakami Tatsuya                    | Nakahara Makoto          | (Ōyama Yasuharu)           | Katō Hifumi                 | Ōyama Yasuharu                      | Yonenaga Kunio                   |                                                                                             |
| 1980 (Chiêu Hòa 55) | Nakahara Makoto           | Yonenaga Kunio                      | Nakahara Makoto          | (Ōyama Yasuharu)           | Katō Hifumi                 | Ōyama Yasuharu                      | Yonenaga Kunio                   |                                                                                             |
| 1979 (Chiêu Hòa 54) | Nakahara Makoto           | Nakahara Makoto                     | Yonenaga Kunio           | (Nakahara Makoto)          | Nakahara Makoto             | Ōyama Yasuharu                      | Nakahara Makoto                  |                                                                                             |
| 1979 (Chiêu Hòa 54) | Nakahara Makoto           | Nakahara Makoto                     | Yonenaga Kunio           | (Nakahara Makoto)          | Nakahara Makoto             | Ōyama Yasuharu                      | Nakahara Makoto                  |                                                                                             |
| 1978 (Chiêu Hòa 53) | Kỳ 36 Nakahara Makoto     | Nakahara Makoto                     | Nakahara Makoto          | (Nakahara Makoto)          | Nakahara Makoto             | Katō Hifumi                         | Yonenaga Kunio                   |                                                                                             |
| 1978 (Chiêu Hòa 53) | Kỳ 36 Nakahara Makoto     | Nakahara Makoto                     | Nakahara Makoto          | (Nakahara Makoto)          | Nakahara Makoto             | Katō Hifumi                         | Yonenaga Kunio                   |                                                                                             |
| 1977 (Chiêu Hòa 52) | ↑                         | Nakahara Makoto                     | Nakahara MakotoVT        | (Nakahara Makoto)          | Nakahara Makoto             | Nakahara Makoto                     | Katō Hifumi                      | Không tổ chức Danh Nhân Chiến (thay đổi nhà tài trợ)                                        |
| 1977 (Chiêu Hòa 52) | ↑                         | Ōyama Yasuharu                      | Nakahara MakotoVT        | (Nakahara Makoto)          | Nakahara Makoto             | Nakahara Makoto                     | Katō Hifumi                      | Không tổ chức Danh Nhân Chiến (thay đổi nhà tài trợ)                                        |
| 1976 (Chiêu Hòa 51) | Kỳ 35 Nakahara MakotoVT   | Ōyama Yasuharu                      | Nakahara Makoto          | (Nakahara Makoto)          | Nakahara Makoto             | Nakahara Makoto                     | Katō Hifumi                      | Ōyama nhận danh hiệu Thập ngũ thế Danh Nhân                                                 |
| 1976 (Chiêu Hòa 51) | Kỳ 35 Nakahara MakotoVT   | Ōyama Yasuharu                      | Nakahara Makoto          | (Nakahara Makoto)          | Nakahara Makoto             | Nakahara Makoto                     | Katō Hifumi                      | Ōyama nhận danh hiệu Thập ngũ thế Danh Nhân                                                 |
| 1975 (Chiêu Hòa 50) | Nakahara Makoto           | Ōyama Yasuharu                      | Nakahara Makoto          | (Kiriyama Kiyozumi)        | Nakahara Makoto             | Nakahara Makoto                     | Kỳ 1 Ōuchi Nobuyuki ĐC           | Kỳ Vương Chiến trở thành giải danh hiệu                                                     |
| 1975 (Chiêu Hòa 50) | Nakahara Makoto           | Ōyama Yasuharu                      | Nakahara Makoto          | (Kiriyama Kiyozumi)        | Nakahara Makoto             | Nakahara Makoto                     | Kỳ 1 Ōuchi Nobuyuki ĐC           | Kỳ Vương Chiến trở thành giải danh hiệu                                                     |
| 1974 (Chiêu Hòa 49) | Nakahara Makoto           | Ōyama Yasuharu                      | Nakahara Makoto          | (Nakahara Makoto)          | Nakahara Makoto             | Nakahara Makoto                     | (Lần thứ 1) (Naitō Kunio)        | Thành lập Kỳ Vương Chiến                                                                    |
| 1974 (Chiêu Hòa 49) | Nakahara Makoto           | Ōyama Yasuharu                      | Nakahara Makoto          | (Nakahara Makoto)          | Nakahara Makoto             | Nakahara Makoto                     | (Lần thứ 1) (Naitō Kunio)        | Thành lập Kỳ Vương Chiến                                                                    |
| 1973 (Chiêu Hòa 48) | Nakahara Makoto           | Naitō Kunio                         | Nakahara Makoto          | (Nakahara Makoto)VT        | Ōyama Yasuharu              | Nakahara Makoto                     | －                               | Ōyama nhận danh hiệu Vĩnh thế Vương Tướng                                                   |
| 1973 (Chiêu Hòa 48) | Nakahara Makoto           | Yonenaga KunioĐ                     | Nakahara Makoto          | (Nakahara Makoto)VT        | Ōyama Yasuharu              | Nakahara Makoto                     | －                               | Ōyama nhận danh hiệu Vĩnh thế Vương Tướng                                                   |
| 1972 (Chiêu Hòa 47) | Nakahara Makoto           | Ariyoshi Michio ĐC                  | Naitō Kunio              | (Nakahara Makoto)          | Nakahara Makoto             | Nakahara Makoto                     | －                               |                                                                                             |
| 1972 (Chiêu Hòa 47) | Nakahara Makoto           | Nakahara Makoto                     | Naitō Kunio              | (Nakahara Makoto)          | Nakahara Makoto             | Nakahara Makoto                     | －                               |                                                                                             |
| 1971 (Chiêu Hòa 46) | Ōyama Yasuharu            | Nakahara Makoto                     | Ōyama Yasuharu           | (Nakahara Makoto)          | Nakahara Makoto             | Ōyama Yasuharu                      | －                               |                                                                                             |
| 1971 (Chiêu Hòa 46) | Ōyama Yasuharu            | Nakahara MakotoVT                   | Ōyama Yasuharu           | (Nakahara Makoto)          | Nakahara Makoto             | Ōyama Yasuharu                      | －                               |                                                                                             |
| 1970 (Chiêu Hòa 45) | Ōyama Yasuharu            | Nakahara Makoto                     | Ōyama Yasuharu           | (Nakahara Makoto)          | Nakahara Makoto             | Ōyama Yasuharu                      | －                               |                                                                                             |
| 1970 (Chiêu Hòa 45) | Ōyama Yasuharu            | Ōyama Yasuharu                      | Ōyama Yasuharu           | (Nakahara Makoto)          | Nakahara Makoto             | Ōyama Yasuharu                      | －                               |                                                                                             |
| 1969 (Chiêu Hòa 44) | Ōyama Yasuharu            | Naitō KunioĐ                        | Ōyama Yasuharu           | (Nakahara Makoto)          | Ōyama Yasuharu              | Ōyama Yasuharu                      | －                               |                                                                                             |
| 1969 (Chiêu Hòa 44) | Ōyama Yasuharu            | Nakahara Makoto                     | Ōyama Yasuharu           | (Nakahara Makoto)          | Ōyama Yasuharu              | Ōyama Yasuharu                      | －                               |                                                                                             |
| 1968 (Chiêu Hòa 43) | Ōyama Yasuharu            | Nakahara Makoto                     | Ōyama Yasuharu           | (Ōyama Yasuharu)           | Katō HifumiĐ                | Ōyama Yasuharu                      | －                               |                                                                                             |
| 1968 (Chiêu Hòa 43) | Ōyama Yasuharu            | Nakahara MakotoĐ                    | Ōyama Yasuharu           | (Ōyama Yasuharu)           | Katō HifumiĐ                | Ōyama Yasuharu                      | －                               |                                                                                             |
| 1967 (Chiêu Hòa 42) | Ōyama Yasuharu            | Yamada MichiyoshiC                  | Ōyama Yasuharu           | (Yamada Michiyoshi)        | Ōyama Yasuharu              | Ōyama Yasuharu                      | －                               |                                                                                             |
| 1967 (Chiêu Hòa 42) | Ōyama Yasuharu            | Yamada MichiyoshiĐ                  | Ōyama Yasuharu           | (Yamada Michiyoshi)        | Ōyama Yasuharu              | Ōyama Yasuharu                      | －                               |                                                                                             |
| 1966 (Chiêu Hòa 41) | Ōyama Yasuharu            | Ōyama Yasuharu                      | Ōyama Yasuharu           | (Ōyama Yasuharu)           | Ōyama Yasuharu              | Ōyama Yasuharu                      | －                               | Ōyama độc chiếm Ngũ quán (lần thứ 5)                                                        |
| 1966 (Chiêu Hòa 41) | Ōyama Yasuharu            | Futakami Tatsuya                    | Ōyama Yasuharu           | (Ōyama Yasuharu)           | Ōyama Yasuharu              | Ōyama Yasuharu                      | －                               | Ōyama độc chiếm Ngũ quán (lần thứ 5)                                                        |
| 1965 (Chiêu Hòa 40) | Ōyama Yasuharu            | Ōyama Yasuharu                      | Ōyama Yasuharu           | (Maruta Yūzō)              | Ōyama YasuharuVT            | Ōyama Yasuharu                      | －                               | Ōyama độc chiếm Ngũ quán (lần thứ 4)                                                        |
| 1965 (Chiêu Hòa 40) | Ōyama Yasuharu            | Ōyama Yasuharu                      | Ōyama Yasuharu           | (Maruta Yūzō)              | Ōyama YasuharuVT            | Ōyama Yasuharu                      | －                               | Ōyama độc chiếm Ngũ quán (lần thứ 4)                                                        |
| 1964 (Chiêu Hòa 39) | Ōyama Yasuharu            | Ōyama YasuharuVT                    | Ōyama YasuharuVT         | (Ōyama Yasuharu)           | Ōyama Yasuharu              | Ōyama YasuharuVT                    | －                               | Ōyama độc chiếm Ngũ quán (lần thứ 3)                                                        |
| 1964 (Chiêu Hòa 39) | Ōyama Yasuharu            | Ōyama Yasuharu                      | Ōyama YasuharuVT         | (Ōyama Yasuharu)           | Ōyama Yasuharu              | Ōyama YasuharuVT                    | －                               | Ōyama độc chiếm Ngũ quán (lần thứ 3)                                                        |
| 1963 (Chiêu Hòa 38) | Ōyama Yasuharu            | Ōyama Yasuharu                      | Ōyama Yasuharu           | (Nada Renshō)              | Ōyama Yasuharu              | Ōyama Yasuharu                      | －                               | Ōyama độc chiếm Ngũ quán (lần thứ 2)                                                        |
| 1963 (Chiêu Hòa 38) | Ōyama Yasuharu            | Ōyama Yasuharu                      | Ōyama Yasuharu           | (Nada Renshō)              | Ōyama Yasuharu              | Ōyama Yasuharu                      | －                               | Ōyama độc chiếm Ngũ quán (lần thứ 2)                                                        |
| 1962 (Chiêu Hòa 37) | Kỳ 21 Ōyama Yasuharu      | Kỳ 1 Ōyama Yasuharu                 | Kỳ 3 Ōyama Yasuharu      | (Lần thứ 10) (Katō Hifumi) | Kỳ 1 Ōyama Yasuharu         | Kỳ 12 Futakami TatsuyaĐ             | －                               | Thành lập Kỳ Thánh Chiến Cửu Đẳng Chiến đổi thành Thập Đẳng Chiến Ōyama độc chiếm Ngũ quánĐ |
| 1962 (Chiêu Hòa 37) | Kỳ 21 Ōyama Yasuharu      | －                                  | Kỳ 3 Ōyama Yasuharu      | (Lần thứ 10) (Katō Hifumi) | Kỳ 1 Ōyama Yasuharu         | Kỳ 12 Futakami TatsuyaĐ             | －                               | Thành lập Kỳ Thánh Chiến Cửu Đẳng Chiến đổi thành Thập Đẳng Chiến Ōyama độc chiếm Ngũ quánĐ |
| Mùa giải            | Danh Nhân                 | Kỳ Thánh                            | Vương Vị                 | (Vương Tọa)                | Thập Đẳng                   | Vương Tướng                         | Kỳ Vương                         | Ghi chú                                                                                     |
| Mùa giải            | Danh Nhân Chiến Tháng 4-6 | Kỳ Thánh Chiến Tháng 12-2 Tháng 6-7 | Vương Vị Chiến Tháng 7-9 | Vương Tọa Chiến Tháng 9-10 | Thập Đẳng Chiến Tháng 10-12 | Vương Tướng Chiến Tháng 1-3 năm sau | Kỳ Vương Chiến Tháng 2-3 năm sau | Ghi chú                                                                                     |

### Từ mùa giải 1937 đến mùa giải 1961 (thành lập Danh Nhân - Cửu Đẳng - Vương Tướng - Vương Vị - Vương Tọa Chiến)
| Mùa giải            | Danh Nhân Chiến Tháng 4-6 | Vương Vị Chiến Tháng 7-9     | Vương Tọa Chiến Tháng 9-10   | Cửu Đẳng Chiến Tháng 10-12                            | Cửu Đẳng Chiến Tháng 10-12                            | Vương Tướng Chiến Tháng 1-3 năm sau | Ghi chú |
| Mùa giải            | Danh Nhân                 | Vương Vị                     | (Vương Tọa)                  | Cửu Đẳng                                              | Cửu Đẳng                                              | Vương Tướng                         | Ghi chú |
| 1961 (Chiêu Hòa 36) | Kỳ 20 Ōyama Yasuharu      | Kỳ 2 Ōyama Yasuharu          | (Lần thứ 9) (Honma Sōetsu)   | Kỳ 12 Ōyama Yasuharu                                  | Kỳ 12 Ōyama Yasuharu                                  | Kỳ 11 Ōyama Yasuharu                | |
| 1960 (Chiêu Hòa 35) | Ōyama Yasuharu            | Kỳ 1 Ōyama Yasuharu          | (Maruta Yūzō)                | Ōyama YasuharuVT                                      | Ōyama YasuharuVT                                      | Ōyama Yasuharu                      | Vương Vị Chiến (Giải Cờ nhanh Vương Vị Quyết định Chiến) trở thành giải danh hiệu Ōyama độc chiếm Tứ quánĐ               |
| 1959 (Chiêu Hòa 34) | Ōyama Yasuharu            | (Lần thứ 6) (Katō Hifumi)    | (Ōyama Yasuharu)             | Ōyama Yasuharu                                        | Ōyama Yasuharu                                        | Ōyama Yasuharu                      | Ōyama độc chiếm Tam quán                                                                                                 |
| 1958 (Chiêu Hòa 33) | Masuda KōzōC              | (Nada Renshō)                | (Tsukada Masao)              | Ōyama Yasuharu                                        | Ōyama Yasuharu                                        | Ōyama Yasuharu                      | |
| 1957 (Chiêu Hòa 32) | Masuda Kōzō               | (Ōyama Yasuharu)             | (Matsuda Shigeyuki)          | Masuda Kōzō                                           | Masuda Kōzō                                           | Ōyama Yasuharu                      | Masuda độc chiếm Tam quánĐ                                                                                               |
| 1956 (Chiêu Hòa 31) | Ōyama YasuharuVT          | (Ōyama Yasuharu)             | (Kobori Sei'ichi)            | Kỳ 7 Masuda Kōzō                                      | Kỳ 7 Masuda Kōzō                                      | Masuda Kōzō                         | Giải Vô địch Toàn Nhật Bản tái tổ chức thành Cửu Đẳng Chiến (Danh Nhân có tham gia)                                      |
| 1955 (Chiêu Hòa 30) | Ōyama Yasuharu            | (Ōyama Yasuharu)             | (Ōyama Yasuharu)             | Cửu Đẳng                                              | (VĐQG)                                                | Masuda Kōzō                         | |
| 1955 (Chiêu Hòa 30) | Ōyama Yasuharu            | (Ōyama Yasuharu)             | (Ōyama Yasuharu)             | Kỳ 6 Tsukada MasaoC                                   | (Lần thứ 8) (Ōyama Yasuharu)                          | Masuda Kōzō                         | |
| 1954 (Chiêu Hòa 29) | Ōyama Yasuharu            | (Lần thứ 1) (Ōyama Yasuharu) | (Ōyama Yasuharu)             | Tsukada MasaoVT                                       | (Tsukada Masao)                                       | Ōyama Yasuharu                      | Thành lập Giải Cờ nhanh Vương Vị Quyết định Chiến (giải không danh hiệu)                                                 |
| 1953 (Chiêu Hòa 28) | Ōyama Yasuharu            | －                           | (Lần thứ 1) (Ōyama Yasuharu) | Tsukada Masao                                         | (Ōyama Yasuharu)                                      | Ōyama Yasuharu                      | Thành lập Vương Tọa Chiến (giải không danh hiệu)                                                                         |
| 1952 (Chiêu Hòa 27) | Ōyama Yasuharu            | －                           | －                           | Tsukada Masao                                         | (Tsukada Masao)                                       | Ōyama Yasuharu                      | Kimura nhận danh hiệu Thập tứ thế Danh Nhân                                                                              |
| 1951 (Chiêu Hòa 26) | Kimura YoshioC            | －                           | －                           | Ōyama Yasuharu                                        | (Ōyama Yasuharu)                                      | Kỳ 1 Masuda KōzōĐ                   | Vương Tướng Chiến trở thành giải danh hiệu Vụ bê bối Jinya                                                               |
| 1950 (Chiêu Hòa 25) | Kimura Yoshio             | －                           | －                           | Kỳ 1 Ōyama YasuharuĐ                                  | (Ōyama Yasuharu)                                      | (Lần thứ 1) (Kimura Yoshio)         | Thành lập Cửu Đẳng Chiến (danh hiệu trong Giải Vô địch Toàn Nhật Bản) Thành lập Vương Tướng Chiến (giải không danh hiệu) |
| 1949 (Chiêu Hòa 24) | Kimura Yoshio             | －                           | －                           | －                                                    | (Hagiwara Kiyoshi)                                    | －                                  | |
| 1948 (Chiêu Hòa 23) | Tsukada Masao             | －                           | －                           | －                                                    | (Lần thứ 1) (Kimura Yoshio)                           | －                                  | Thành lập Giải Vô địch Toàn Nhật Bản                                                                                     |
| 1947 (Chiêu Hòa 22) | Tsukada MasaoĐ            | －                           | －                           | －                                                    | －                                                    | －                                  | Thành lập Thuận Vị Chiến Danh Nhân Chiến tổ chức mỗi năm 1 lần                                                           |
| 1946 (Chiêu Hòa 21) | Kimura YoshioVT           | －                           | －                           | －                                                    | －                                                    | －                                  | |
| 1945 (Chiêu Hòa 20) | Kimura YoshioVT           | －                           | －                           | －                                                    | －                                                    | －                                  | Không tổ chức Danh Nhân Chiến do chiến tranh (đặc cách xem như phòng thủ danh hiệu)                                      |
| 1944 (Chiêu Hòa 19) | Kimura Yoshio             | －                           | －                           | －                                                    | －                                                    | －                                  | Không ai trở thành khiêu chiến giả, Kimura phòng thủ danh hiệu                                                           |
| 1943 (Chiêu Hòa 18) | Kimura Yoshio             | －                           | －                           | －                                                    | －                                                    | －                                  | |
| 1942 (Chiêu Hòa 17) | Kimura Yoshio             | －                           | －                           | －                                                    | －                                                    | －                                  | |
| 1941 (Chiêu Hòa 16) | Kimura Yoshio             | －                           | －                           | －                                                    | －                                                    | －                                  | |
| 1940 (Chiêu Hòa 15) | Kimura Yoshio             | －                           | －                           | －                                                    | －                                                    | －                                  | |
| 1939 (Chiêu Hòa 14) | Kimura Yoshio             | －                           | －                           | －                                                    | －                                                    | －                                  | |
| 1938 (Chiêu Hòa 13) | Kỳ 1 Kimura YoshioĐ       | －                           | －                           | －                                                    | －                                                    | －                                  | Danh Nhân Chiến tổ chức 2 năm 1 lần (xác định khiêu chiến giả trong vòng 2 năm)                                          |
| 1937 (Chiêu Hòa 12) | Kỳ 1 Kimura YoshioĐ       | －                           | －                           | －                                                    | －                                                    | －                                  | Thành lập Danh Nhân Chiến, tuy nhiên không tổ chức loạt trận tranh ngôi do khoảng cách trình độ quá lớn                  |
| Mùa giải            | Danh Nhân                 | Vương Vị                     | (Vương Tọa)                  | Cửu Đẳng                                              | (VĐQG)                                                | Vương Tướng                         | Ghi chú |
| Mùa giải            | Danh Nhân Chiến Tháng 4-6 | Vương Vị Chiến Tháng 7-9     | Vương Tọa Chiến Tháng 9-10   | Cửu Đẳng Chiến/Giải Vô địch Toàn Nhật Bản Tháng 10-12 | Cửu Đẳng Chiến/Giải Vô địch Toàn Nhật Bản Tháng 10-12 | Vương Tướng Chiến Tháng 1-3 năm sau | Ghi chú |